# 远红外线烘烤炉

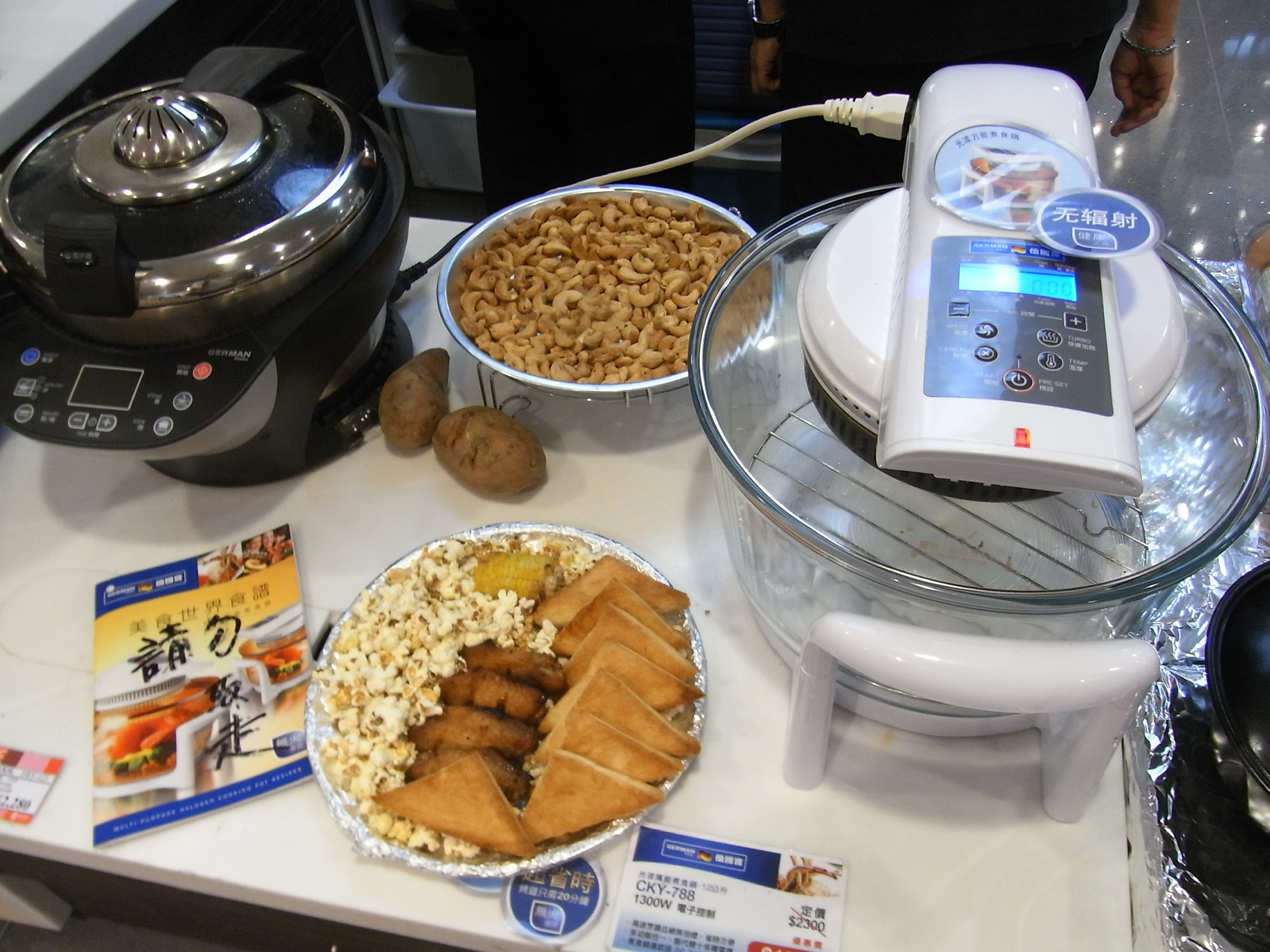
圖中的右方可見一個設有玻璃器皿的光波爐

遠紅外線烘烤爐（英語：far infrared oven），英文叫卤素炉（halogen oven），在中國大陸、香港和澳門常稱為光波炉，是一种烘烤炉具的家用電器。

## 原理
使用「紅外線燈管」（通常為卤素灯管），將電能轉為红外线或遠紅外線的電磁波，並經由反射鏡片進行聚焦，以單一遠紅外線產生出能量光波直接穿透食物，再配合熱旋（风扇）系統，藉以加熱食物。因为使用风扇，所以也属于对流烤炉。
有些人誤解此為微波炉的升级版。但實際上兩者並無直接的關係，工作原理並不相同，遠紅外線烘烤爐是不會發出微波。不过，市面上确有整合了红外烧烤功能（使用顶置红外灯管）的微波炉出售，如松下电器1990年代贩售的“烤神”产品线。

## 非電器的版本
遠紅外線烘烤爐，也有使用燃料的版本，透過加熱會發红外线或遠紅外線的材質，例如「遠紅外線陶瓷」。

## 光波爐事故
2010年9月29日曾發生一宗光波爐冒煙起火的事故，起火單位嚴重焚毀，出事光波爐亦燒焦。